# Académie royale des beaux-arts de La Haye
L’Académie royale des beaux-arts de La Haye (en néerlandais : Koninklijke Academie van Beeldende Kunsten (Kabk) est l'académie des beaux-arts de La Haye, aux Pays-Bas.

## Histoire
Succédant à la Haagsche Teeken-Academie, créée par la Confrérie Pictura, elle est créée le 29 septembre 1682, faisant d'elle la plus vieille académie du pays.
Elle avait comme but premier de donner aux membres de la confrérie la possibilité de développer leurs connaissances en peinture et dessins. Cette idée vient de plusieurs peintres ayant travaillé à Rome et qui avaient pour objectif de donner à la communauté de peintres une apparence académique et internationale.
En 1780, l'académie devient complètement indépendante de la Confrérie de la peinture et devient une Académie libre et gratuite pour tous.
Durant la seconde moitié du XXe siècle, l'académie, devenue « royale », connut un nouvel essor avec l'intégration de plusieurs enseignements artistiques, notamment la photographie. Depuis 2001, elle est la première école supérieure artistique néerlandaise à proposer une formation universitaire parallèle, en collaboration avec la faculté des arts de l'université de Leyde. Toujours attentive aux évolutions technologiques et artistiques, l'académie développe sans cesse de nouvelles filières, telles que "ArtScience/Image et son" ou "Interactive Media Design".

## Les cours
- Beaux-arts
- Photographie
- Graphisme
- Interactivité/Media/Design
- Design d'espace
- Interfaculty ArtScience
- Textile et Mode

La KABK propose également des post-diplômes : Typo & Media, ArtScience et design Industriel et les masters en étude photographiques et technologie des médias se donnent en collaboration avec l'université de Leyde.

## Anciennes étudiantes
- Marie "Rie" Cramer (1887-1977), écrivaine et illustratrice prolifique de littérature pour enfants néerlandaise.
- Anna Adelaïde Abrahams (1892-1930), peintresse de natures mortes
- Jenny Dalenoord (1918-2013), illustratrice, graphiste et aquarelliste
- Mónica Ferreras de la Maza artiste visuelle dominicaine
- Berhardina Midderigh-Bokhorst (1880-1972) dessinatrice, illustratrice
- Dolly Rudeman (1902-1980), graphiste et affichiste ;
- Femmy Otten (1981-), sculptrice néerlandaise.